# Lago Misuzu
Il lago Misuzu (美鈴湖?, Misuzu-ko) è un lago del Giappone, che si trova nella prefettura di Nagano.